# Wanaque
Wanaque es un borough ubicado en el condado de Passaic en el estado estadounidense de Nueva Jersey. En el año 2010 tenía una población de 11,116 habitantes y una densidad poblacional de 467 personas por km².

## Geografía
Wanaque se encuentra ubicado en las coordenadas 41°02′36″N 74°17′25″O / 41.04333, -74.29028.

## Demografía
Según la Oficina del Censo en 2000 los ingresos medios por hogar en la localidad eran de $66,113 y los ingresos medios por familia eran $71,127. Los hombres tenían unos ingresos medios de $43,675 frente a los $33,380 para las mujeres. La renta per cápita para la localidad era de $25,403. Alrededor del 3.3% de la población estaba por debajo del umbral de pobreza.